# Mesembrinella semihyalina
Mesembrinella semihyalina är en tvåvingeart som beskrevs av Mello 1967. Mesembrinella semihyalina ingår i släktet Mesembrinella och familjen spyflugor. Inga underarter finns listade i Catalogue of Life.